# Вебстер (Пенсільванія)
Вебстер (англ. Webster) — переписна місцевість (CDP) в США, в окрузі Вестморленд штату Пенсільванія. Населення — 237 осіб (2020).

## Географія
Вебстер розташований за координатами 40°11′33″ пн. ш. 79°51′3″ зх. д. / 40.19250° пн. ш. 79.85083° зх. д. (40.192434, -79.850708).  За даними Бюро перепису населення США в 2010 році переписна місцевість мала площу 1,72 км², з яких 1,52 км² — суходіл та 0,20 км² — водойми.

## Демографія
Згідно з переписом 2010 року, у переписній місцевості мешкало 255 осіб у 104 домогосподарствах у складі 73 родин. Густота населення становила 148 осіб/км².  Було 119 помешкань (69/км²).
Расовий склад населення:
| - 96,1 % — білих - 2,4 % — азіатів - 0,4 % — корінних американців |

До двох чи більше рас належало 1,2 %. Частка іспаномовних становила 0,8 % від усіх жителів.
За віковим діапазоном населення розподілялося таким чином: 21,6 % — особи молодші 18 років, 60,4 % — особи у віці 18—64 років, 18,0 % — особи у віці 65 років та старші. Медіана віку мешканця становила 44,6 року. На 100 осіб жіночої статі у переписній місцевості припадало 97,7 чоловіків;  на 100 жінок у віці від 18 років та старших — 96,1 чоловіків також старших 18 років.
Середній дохід на одне домашнє господарство  становив 66 916 доларів США (медіана — 78 304), а середній дохід на одну сім'ю — 70 381 долар (медіана — 78 839). За межею бідності перебувало 26,1 % осіб, у тому числі 66,2 % дітей у віці до 18 років та 33,3 % осіб у віці 65 років та старших.
Цивільне працевлаштоване населення становило 223 особи. Основні галузі зайнятості: науковці, спеціалісти, менеджери — 20,2 %, роздрібна торгівля — 17,0 %, освіта, охорона здоров'я та соціальна допомога — 13,0 %, транспорт — 12,6 %.